# Flügelkleid

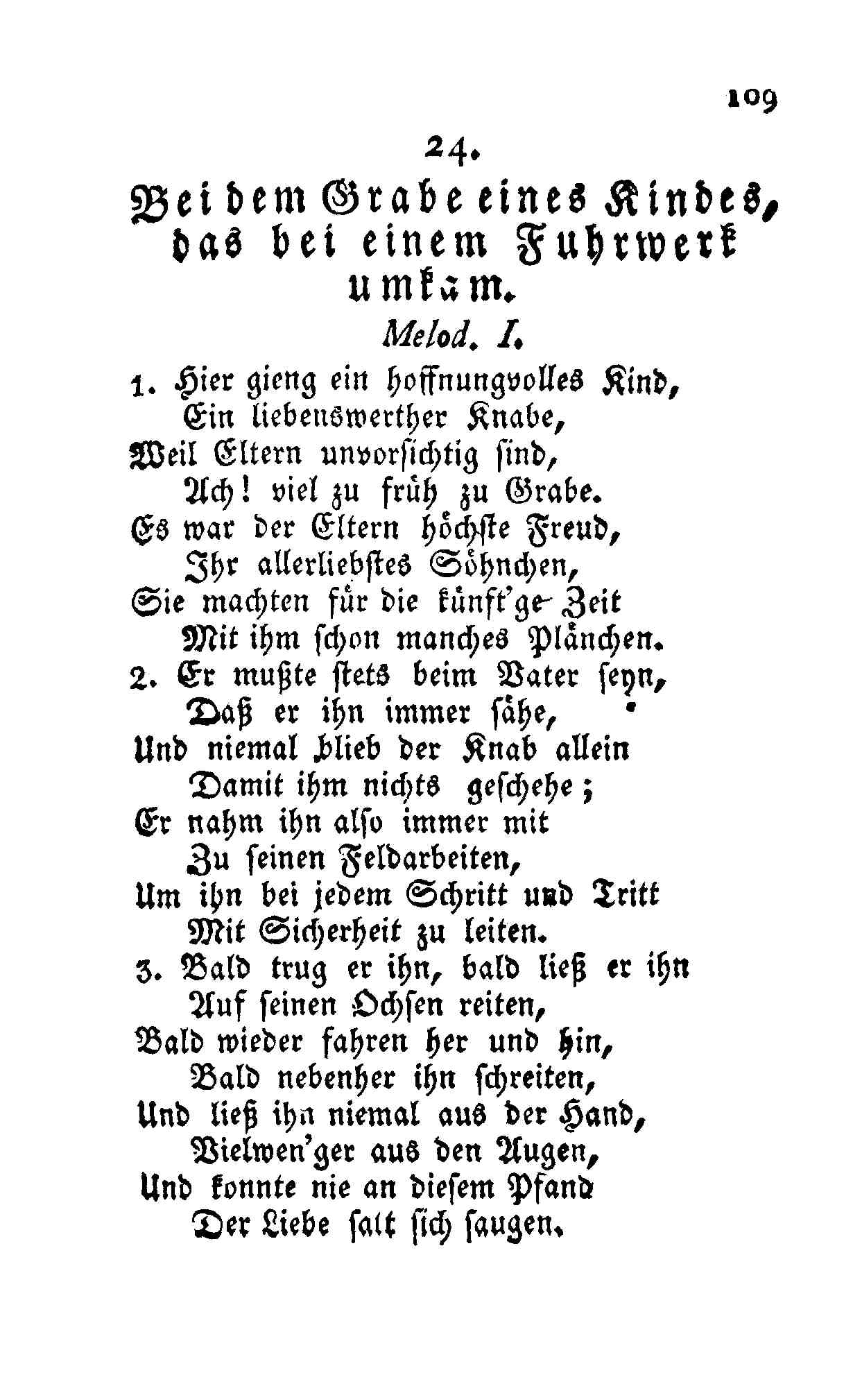
Anfang eines Gedichts über einen tödlichen Unfall durch ein Flügelkleid

Als Flügelkleid werden Kleider bezeichnet, die kleine Kinder bis in das 19. Jahrhundert hinein trugen.
Im Rücken war die obere Lage dieser Kleider geteilt und zwei lange Stoffbahnen hingen flügelartig herab; nach anderen Schilderungen bildeten die hängenden Ärmel eine Art Flügel. Das Grimmsche Wörterbuch führt zahlreiche Beispiele an, nach denen das Flügelkleid zu tragen oder noch im Flügelkleid zu stecken ein Synonym für Kindlichkeit und Unmündigkeit war, im gleichen Sinne wird der Ausdruck noch in Theodor Fontanes Roman Unwiederbringlich verwendet. Ein Lied aus Franken beginnt mit den Versen

„Als ich mit Flügelkleider zur Töchterschule ging, da war ich schon im zwölften Jahr, ein ausgelassenes Ding […]“

und schildert die erste unschuldige Liebe dieses Mädchens zu einem Gymnasiasten.